# Bernhard von Lindern
Pour les articles homonymes, voir Lindern.
Adolf Bernhard Theodor von Lindern (né le 18 octobre 1813 à Rosenthal et mort le 11 mai 1901 à Gotha) est un lieutenant général prussien.

## Biographie

### Origine
Il est le fils du capitaine westphalien Karl von Lindern et de sa femme Sophie Franzis, née von Doetinchem.

### Carrière militaire
Lindern s'engage comme hussard dans le 11e régiment de hussards (de) de l'armée prussienne. Il y est promu Portepeefähnrich l'année suivante et sous-lieutenant le 14 janvier 1834. De 1839 à 1848, Lindern est adjudant du régiment et, en cette qualité, devient entre-temps premier-lieutenant le 13 avril 1847. En 1848, il se fait mettre en congé pour pouvoir participer aux combats contre le Danemark. Lindern est alors employé comme capitaine de cavalerie dans le 2e régiment de dragons schleswigois-holsteinois et prend part aux batailles de Skodberg (de), Sommerstedt (de) et Kieltrup. Dès le 14 octobre 1848, Lindern quitte le service du Schleswig-Holstein et est réengagé comme premier-lieutenant dans le 11e régiment de hussards. Dans le cadre de la répression des troubles révolutionnaires, il est engagé avec son régiment dans les combats de rue à Iserlohn en 1849. Il participe ensuite aux batailles de Ladenburg, Bischweier et Hirschgrund et le siège de Rastatt (de) lors de la campagne de Bade. Pour ses performances, Lindern reçoit l'ordre de l'Aigle rouge de 4e classe avec épées et la Croix de chevalier de l'ordre du Lion de Zaeringen
En 1849/50, il est adjudant de la 13e brigade de cavalerie et au même titre au commandement général du 2e corps d'armée de l'armée opérationnelle sur le Rhin. En 1850/51, il est nommé adjudant de la 7e division de cavalerie et en 1851/52 comme adjudant au Haut commandement du corps fédéral à Francfort-sur-le-Main. Lindern retourne dans son régiment d'origine le 22 juin 1852 avec sa promotion au grade de Rittmeister et est nommé chef d'escadron le 14 septembre 1852. À partir du 7 mai 1857, il est adjudant auprès du commandement général du 7e corps d'armée, devient major le 1er juin 1858 et est peu après muté comme officier d'état-major statutaire au régiment de hussards du Corps de la Garde à Potsdam en tant qu'officier d'état-major régulier. Lors de la mobilisation à l'occasion de la campagne d'Italie, Lindern se voit confier en juin 1859 le commandement du 2e régiment de hussards du Corps à Posen. Même après la démobilisation, il reste chargé du commandement et est finalement nommé commandant du régiment le 24 juillet 1861. Promu lieutenant-colonel à ce poste le 18 octobre 1861, Lindern devient le 4 septembre 1864 commandant du 7e régiment de hussards. En tant que tel, il est promu colonel le 18 juin 1865. L'année suivante, Lindern participe avec son régiment aux batailles de Huhnerwasser, Münchengrätz et Sadowa lors de la guerre contre l'Autriche.
Après le traité de paix, Lindern est nommé commandant d'Erfurt le 5 mars 1867 avec position à la suite de son régiment. En cette même qualité, il est muté à Breslau le 14 juillet 1868 et promu au grade de major général le 18 juin 1869 et de lieutenant général le 2 septembre 1873. Le 18 janvier 1875, à l'occasion de la fête de l'ordre, Lindern est décoré de l'étoile de l'ordre de l'Aigle rouge de 2e classe avec feuilles de chêne et épées. En approbation de sa demande de départ, il est mis à disposition le 11 mars 1875 avec la pension légale.

### Famille
Lindern s'est marié le 9 juin 1862 à Posen avec Auguste baronne von Münchhausen (de) (1844-1923). Le mariage est resté sans enfant.